# Spaladium Arena
A Spaladium Arena többcélú fedett aréna, amely a horvátországi Splitben található. 2008 decemberében nyitották meg, és a következő hónapban a férfi kézilabda-világbajnokságnak adott otthont, 2009-ben. A csarnok 2025-ben ismét otthont ad az eseménynek, amelynek Horvátország, Dánia és Norvégia lesznek társrendezői.
2013 augusztusától a Spaladium Arena több mint egy éven át zárva tartott, mivel fenntartói nem tudták fedezni az üzemeltetési költségeket. 2013 decemberében újra kinyitott egy Severina koncert erejéig. 2020-ra a stadion gyakorlatilag használaton kívül állt.

## Galéria

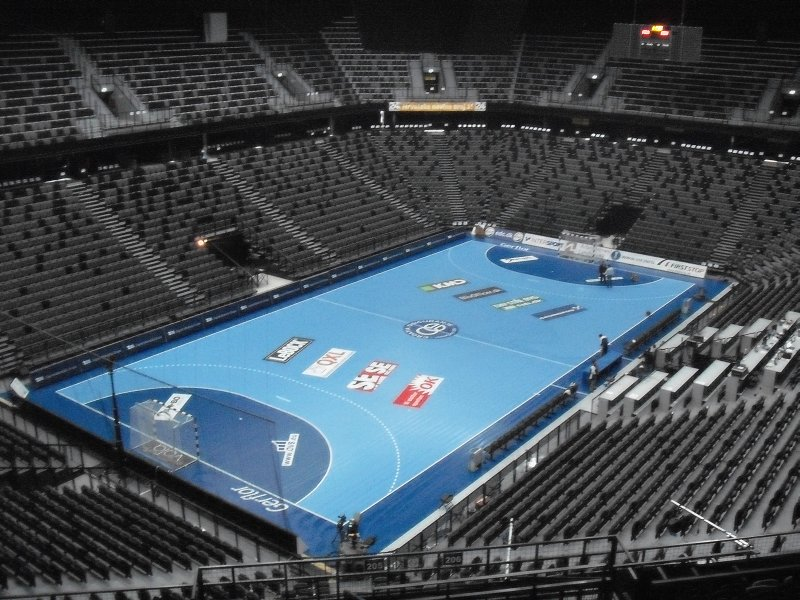
Az aréna
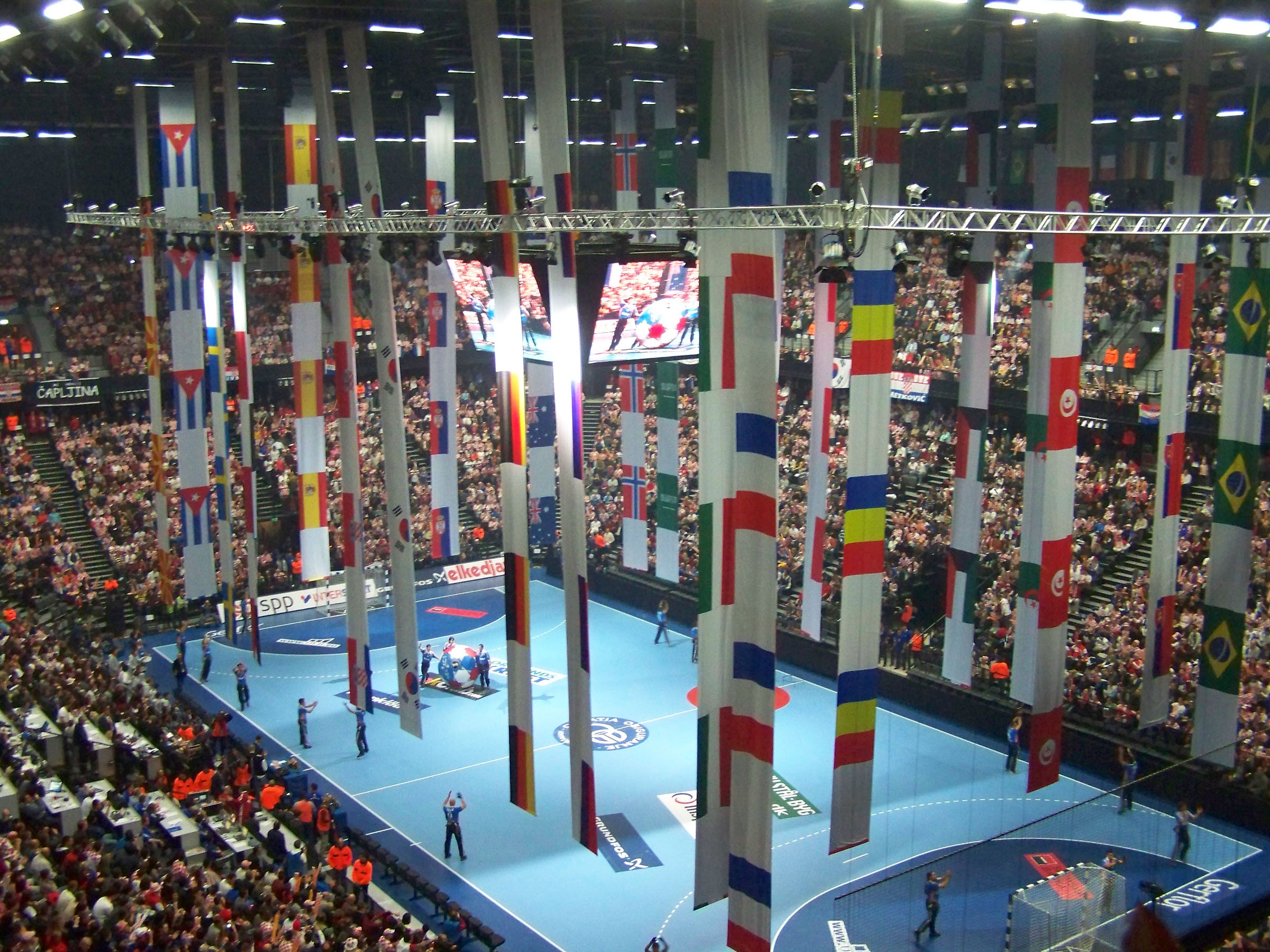
A 2009-es férfi kézilabda-világbajnokság megnyitója
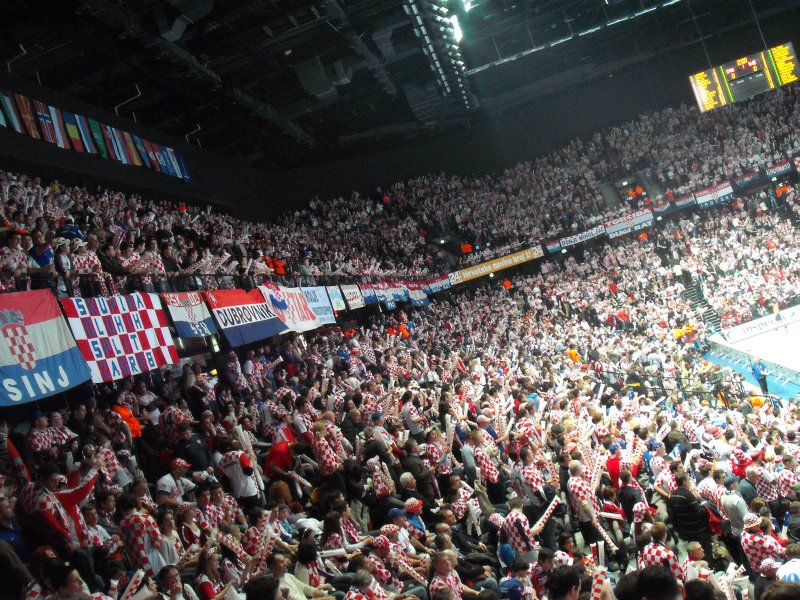
Szurkolók a lelátón
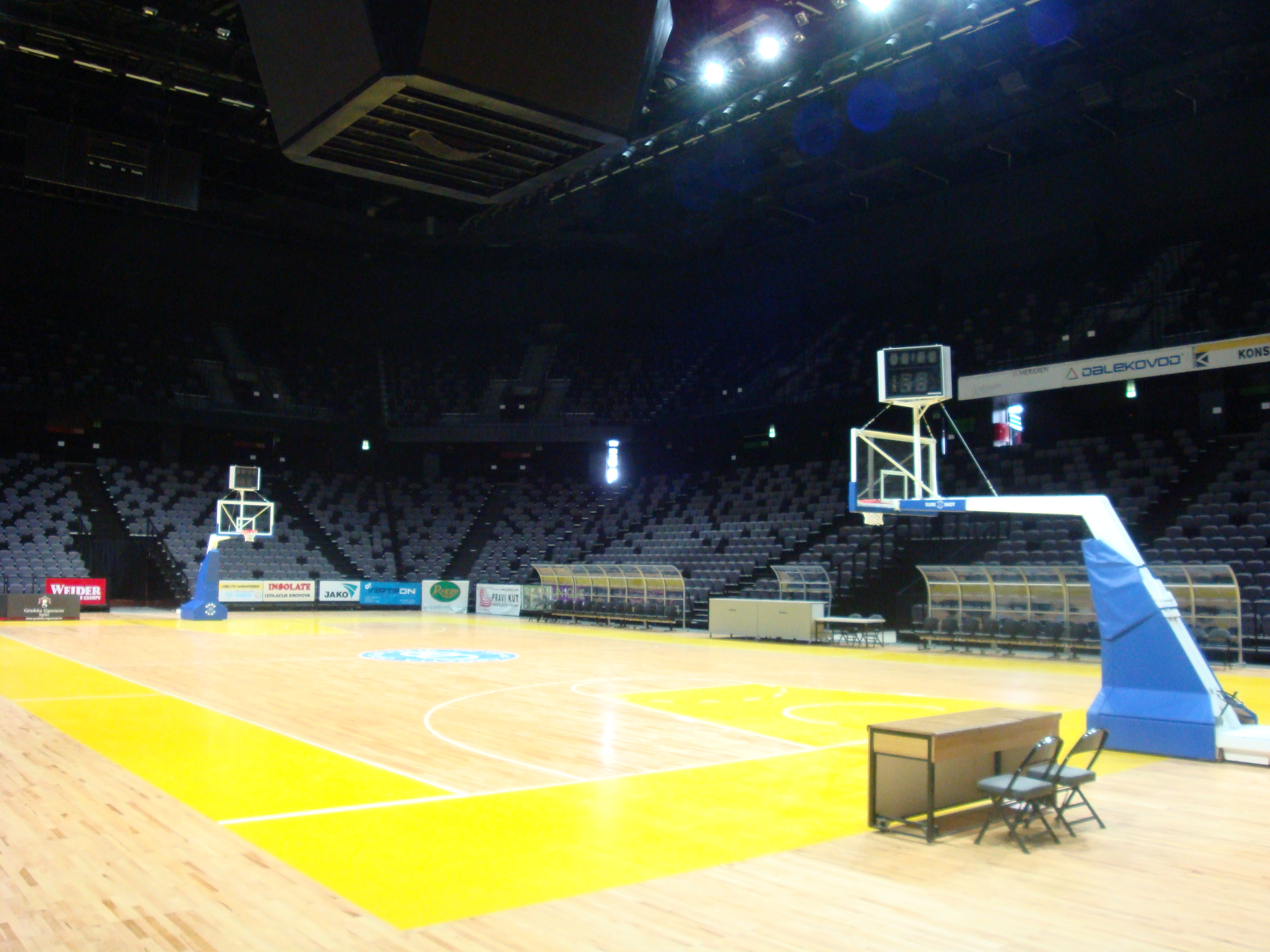
Belső tér
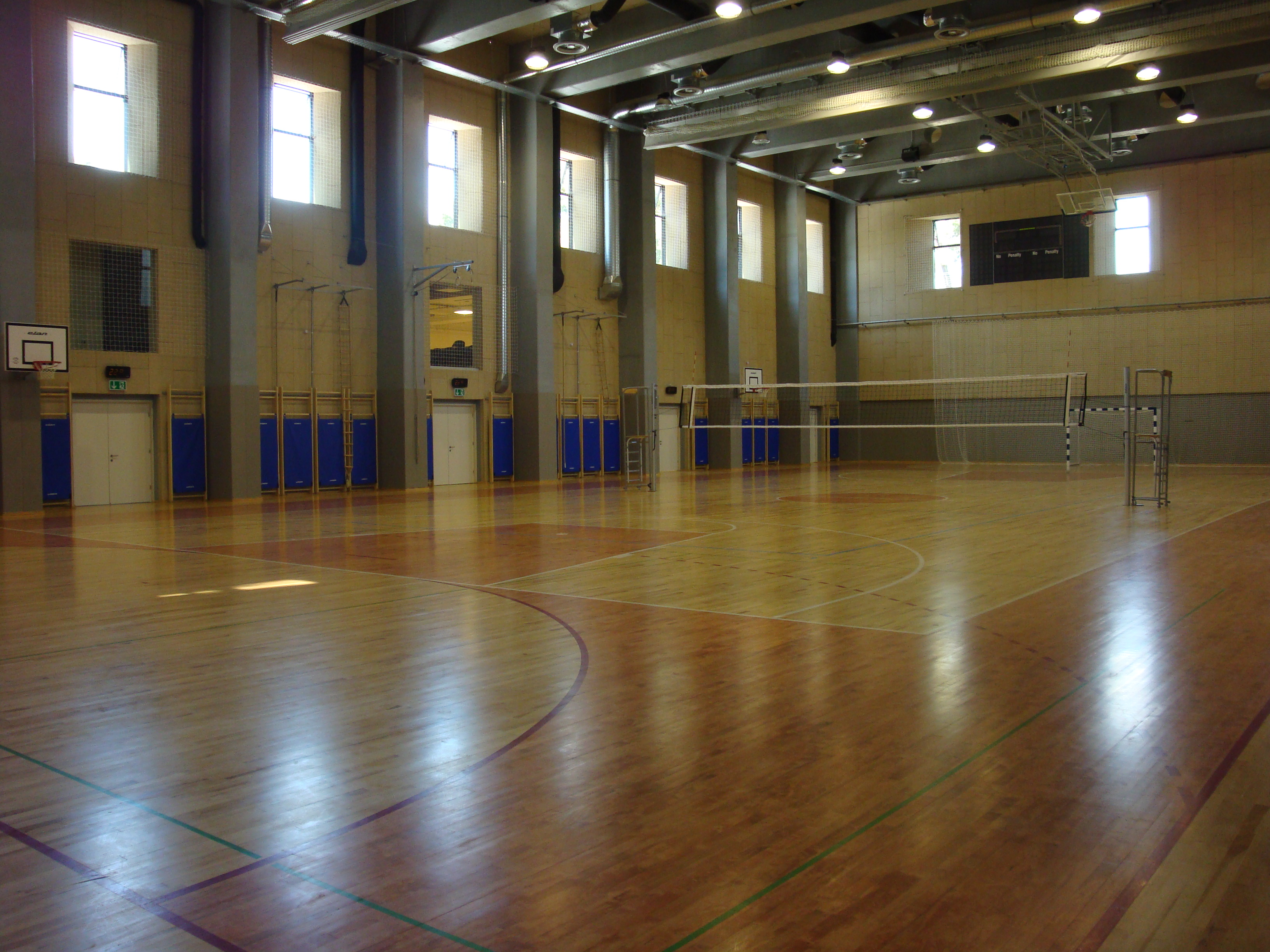
Sportcsarnok
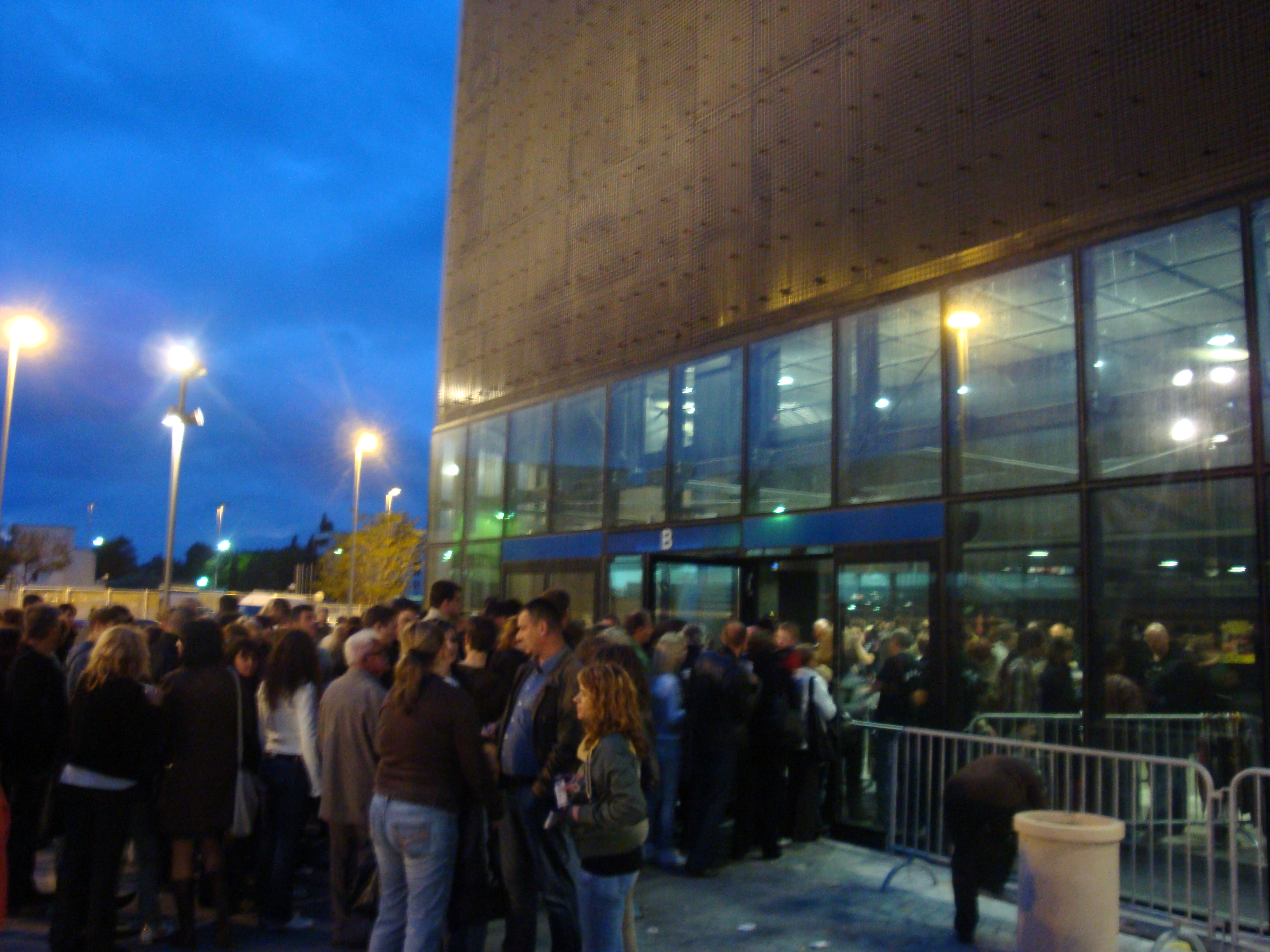
Kívülről

## További információ
- Hivatalos oldal (horvát)